# Nicky Cross
Nicholas Jeremy Rowland Cross, più conosciuto con il diminutivo Nicky Cross (Birmingham, 7 febbraio 1961) è un allenatore di calcio ed ex calciatore inglese, di ruolo attaccante.

## Carriera

### Giocatore
Esordisce tra i professionisti all'età di 19 anni nella stagione 1980-1981, nella quale realizza una rete in 2 presenze nella prima divisione inglese con il West Bromwich, che termina il campionato al quarto posto in classifica qualificandosi così alla Coppa UEFA 1981-1982; nella stagione 1981-1982, conclusa invece con un margine di soli 2 punti sulla zona retrocessione, Cross gioca 22 partite e realizza 2 reti; diventa poi titolare nella stagione 1982-1983, terminata con 32 presenze e 2 reti, alle quali fanno seguito 25 presenze e 3 reti nella stagione 1983-1984 e 24 presenze e 5 reti nella stagione 1984-1985. Nell'estate del 1985, dopo complessive 105 presenze e 15 reti in prima divisione, viene ceduto per 48000 sterline al Walsall, club di terza divisione, dove nella stagione 1985-1986 mette a segno 21 reti in 44 presenze, alle quali fanno seguito 39 presenze e 16 reti nella stagione successiva.
Nel gennaio del 1988, dopo ulteriori 26 presenze ed 8 reti con i Saddlers, viene ceduto per 80000 sterline al Leicester City, club di seconda divisione, con cui termina la stagione realizzando 6 reti in 17 presenze. Nella stagione 1987-1988 fa ancora parte della rosa delle Foxes, con cui realizza 9 reti in 41 partite di campionato. Nell'estate del 1989 passa per 125000 sterline al Port Vale di John Rudge, sempre in seconda divisione: dopo un campionato da 42 presenze e 13 reti, nelle stagioni 1990-1991 e 1991-1992 (quest'ultima chiusa peraltro anche con una retrocessione in terza divisione) gioca con minor frequenza, facendo registrare complessive 27 presenze e 2 reti nell'arco del biennio. Torna invece a rivestire un ruolo chiave nella rosa dei Valiants a partire dalla stagione 1992-1993, nella quale realizza 12 reti in 38 presenze in terza divisione, bottino che replica (ma in 37 presenze) nella stagione 1993-1994, conclusa peraltro con la vittoria del campionato e quindi con la conseguente promozione in seconda divisione.
Nell'estate del 1994 dopo complessive 175 presenze e 42 reti in partite ufficiali con il Port Vale viene lasciato libero dal club, e si accasa all'Hereford Utd, in quarta divisione: qui, gioca per ulteriori due stagioni, contribuendo con complessive 14 reti in 65 partite di campionato ai tentativi di promozione in terza divisione del club, che nella sua seconda stagione in squadra si qualifica ai play-off. Al termine della stagione 1995-1996, dopo complessive 481 presenze e 128 reti nei campionati della Football League va a giocare con i semiprofessionisti del Solihull Moors, in Southern Football League Midland Division (settima divisione), dove rimane per un biennio, al termine del quale si ritira.

### Allenatore
Ha allenato i semiprofessionisti di Redditch Utd and Studley KBL.
Nel febbraio del 2003 lascia l'Oldham Athletic (dove lavorava come osservatore) e va a lavorare per il resto della stagione 2002-2003 come osservatore al Rochdale; nella stagione 2003-2004 ha allenato nelle giovanili del Blackpool.

## Palmarès

### Giocatore

#### Competizioni nazionali
- Football League Trophy: 1

Port Vale: 1992-1993